# Classifica dei marcatori della Supercopa de España
Classifica dei calciatori con almeno due gol nella Supercoppa Spagnola dalla prima edizione all'edizione 2020 compresa.
In grassetto i calciatori ancora in attività in squadre spagnole.

## Classifica
| Pos. | Nome                    | Squadra/e                                                                       | Nazionalità | Gol | Presenze | Media | Ed. Giocate | Ed. Vinte              |
| ---- | ----------------------- | ------------------------------------------------------------------------------- | ----------- | --- | -------- | ----- | ----------- | ---------------------- |
| 1    | Lionel Messi            | Barcellona                                                                      | Argentina   | 14  | 19       | 0,74  | 11          | 2006/09/10/11/13/16/18 |
| 2    | Raúl González           | Real Madrid                                                                     | Spagna      | 7   | 12       | 0,58  | 6           | 1997/01/03/08          |
| 3    | Hristo Stoichkov        | Barcellona                                                                      | Bulgaria    | 6   | 10       | 0,6   | 6           | 1991/92/94/96          |
| 4    | Txiki Begiristain       | Real Sociedad, Barcellona (5), Deportivo La Coruña (1)                          | Spagna      | 6   | 12       | 0,5   | 8           | 1982/91/92/94/95       |
| 5    | Frédéric Kanouté        | Siviglia                                                                        | Mali        | 5   | 2        | 2,5   | 2           | 2007                   |
| 6    | Aritz Aduriz            | Athletic Bilbao                                                                 | Spagna      | 4   | 2        | 2     | 1           | 2015                   |
| 7    | Cristiano Ronaldo       | Real Madrid                                                                     | Portogallo  | 4   | 7        | 0,57  | 4           | 2012/17                |
| 8    | José Mari Bakero        | Real Sociedad, Barcellona (4)                                                   | Spagna      | 4   | 11       | 0,36  | 7           | 1982/91/92/94/96       |
| 9    | Xavi Hernández          | Barcellona                                                                      | Spagna      | 4   | 14       | 0,28  | 8           | 2005/06/09/10/11/13    |
| 10   | Francisco Higuera       | Real Zaragoza                                                                   | Spagna      | 3   | 2        | 1,5   | 1           | -                      |
| 11   | Ronaldo                 | Barcellona (2), Real Madrid (1)                                                 | Brasile     | 3   | 3        | 1     | 2           | 1996/03                |
| 12   | Ruud van Nistelrooy     | Real Madrid                                                                     | Paesi Bassi | 3   | 3        | 1     | 2           | 2008                   |
| 13   | Emilio Butragueño       | Real Madrid                                                                     | Spagna      | 3   | 4        | 0,75  | 2           | 1988/90                |
| 14   | Juan Esnáider           | Real Zaragoza (1), Atlético de Madrid (2)                                       | Argentina   | 3   | 4        | 0,75  | 2           | -                      |
| 15   | Giovanni Silva          | Barcellona                                                                      | Brasile     | 3   | 5        | 0,6   | 3           | 1996                   |
| 16   | Samuel Eto'o            | Maiorca (1), Barcellona (2)                                                     | Camerun     | 3   | 6        | 0,5   | 3           | 2005/06                |
| 17   | David Villa             | Real Zaragoza, Valencia Club de Fútbol (1), Barcellona (1), Atletico Madrid (1) | Spagna      | 3   | 9        | 0,33  | 5           | 2004/10/11             |
| 18   | Daniel Martín Alexandre | Real Betis Balompié                                                             | Spagna      | 2   | 1        | 2     | 1           | -                      |
| 19   | Marco Asensio           | Real Madrid                                                                     | Spagna      | 2   | 2        | 1     | 1           | 2017                   |
| 19   | Pedro Uralde            | Real Sociedad                                                                   | Spagna      | 2   | 2        | 1     | 1           | 1982                   |
| 19   | Alfonso Pérez           | Real Madrid                                                                     | Spagna      | 2   | 2        | 1     | 1           | 1993                   |
| 19   | Milinko Pantić          | Atlético de Madrid                                                              | Serbia      | 2   | 2        | 1     | 1           | -                      |
| 19   | Patrick Kluivert        | Barcellona                                                                      | Paesi Bassi | 2   | 2        | 1     | 1           | -                      |
| 24   | Ludovic Giuly           | Barcellona                                                                      | Francia     | 2   | 3        | 0,67  | 2           | 2005/06                |
| 24   | Renato Dirnei           | Siviglia                                                                        | Brasile     | 2   | 3        | 0,67  | 2           | 2007                   |
| 24   | Luís Fabiano            | Siviglia                                                                        | Brasile     | 2   | 3        | 0,67  | 2           | 2007                   |
| 27   | Dani García             | Real Madrid, Maiorca (2), Barcellona                                            | Spagna      | 2   | 4        | 0,5   | 3           | 1997/99                |
| 27   | Hugo Sánchez            | Real Madrid                                                                     | Messico     | 2   | 4        | 0,5   | 2           | 1988/90                |
| 27   | Deco                    | Barcellona                                                                      | Portogallo  | 2   | 4        | 0,5   | 2           | 2005/06                |
| 27   | Iván Zamorano           | Real Madrid                                                                     | Cile        | 2   | 4        | 0,5   | 2           | 1993                   |
| 31   | Víctor Sánchez          | Real Madrid, Deportivo La Coruña (2)                                            | Spagna      | 2   | 5        | 0,4   | 3           | 1997/00/02             |
| 31   | Vicente                 | Valencia                                                                        | Spagna      | 2   | 5        | 0,4   | 3           | -                      |
| 31   | Gonzalo Higuaín         | Real Madrid                                                                     | Argentina   | 2   | 5        | 0,4   | 3           | 2008/12                |
| 34   | José Ramón Alexanko     | Barcellona                                                                      | Spagna      | 2   | 6        | 0,33  | 4           | 1983/92                |
| 35   | Míchel                  | Real Madrid                                                                     | Spagna      | 2   | 8        | 0,25  | 4           | 1988/90/93             |
| 35   | Karim Benzema           | Real Madrid                                                                     | Francia     | 2   | 8        | 0,25  | 4           | 12/17                  |
| 36   | Pedro Rodríguez         | Barcellona                                                                      | Spagna      | 2   | 9        | 0,22  | 5           | 2009/10/11/13          |
| 37   | Sergio Ramos            | Real Madrid                                                                     | Spagna      | 2   | 12       | 0,16  | 6           | 2008/12/17/19          |
| 38   | Guillermo Amor          | Barcellona                                                                      | Spagna      | 2   | 14       | 0,14  | 7           | 1991/92/94/96          |

## Statistiche varie
Alcune statistiche sui calciatori presenti in classifica:
- Il giocatore con la miglior media gol è Frédéric Kanouté con 5 gol in 2 partite, seguito da Daniel Martín Alexandre il quale ha segnato una doppietta nella sua unica presenza. Solo Francisco Higuera ha una media superiore di 1 gol a partita oltre ai due citati in precedenza.
- Sono 20 gli spagnoli tra i primi 38 giocatori nella classifica.
- Il giocatore con più presenze e Lionel Messi con 20.
- Il giocatore con più edizioni giocate è Lionel Messi con 12 partecipazioni.